# Hans Kjær
Hans Andersen Kjær (født 12 oktober 1873 i Oustrup, Egtved, død 29. september 1932 i Jerusalem) var en dansk arkæolog, museumsinspektør og idrætsleder. 

## Baggrund
Hans Kjærs forældre var landpost Christian Christiansen (1829-85) og Karen Hansen (1840-1921). Faren døde tidligt og hans mor blev alene om at forsørge ham og fire søskende. En indsamling af penge, mad og klæder i Egtved Sogn blev organiseret af skolelæreren og præsten, så Hans Kjær efter skolen kunne læse teologi for at blive sognepræst.
Hans Kjær blev 1891 student fra latinskolen i Fredericia. Efter at være begyndt på teologi skiftede han studieretning og blev i 1898 cand. mag. med græsk som hovedfag fra Københavns Universitet. Samme år blev han ansat på forhistorisk afdeling ved Nationalmuseet og i 1909 blev han desuden lærer i latin og oldgræsk ved Vestre Borgerdydskole. I 1916 blev han museumsinspektør.

## Udgravninger
Kjær ledede mere end hundrede udgravninger,, bl.a. 1920 i Hoby på Lolland, der er blandt Nordeuropas rigeste gravfund fra den romerske jernalder, i tre omgange ved Limfjorden i Vesthimmerland, hvor der blev fundet spor af kystjægere fra Ertebøllekulturen, og i Nydam Mose ved Sønderborg, hvor Nydambåden og mange våbenofringer fra jernalderen tidligere var blevet fundet.
Hans Kjær skrev i begyndelsen af 1900-tallet afhandlinger og artikler om Danmarks oldtidsminder, men ofte ikke i sit eget navn; flere artikler var efter den tids praksis signeret af museumsdirektøren eller blot Nationalmuseet.
I slutningen af 1920'erne og begyndelsen af 1930'erne ledede han udgravninger i Shilo i Palæstina. Han udgav 1931 bogen I det hellige Land.

## Andre aktiviteter
Hans Kjær var populær formidler af dansk historie og oldtidskundskab, og skrev bl.a. om arkæologi i Berlingske Tidende og holdt foredrag om arkæologiske emner i Folkeuniversitetsforeningen, nu Folkeuniversitetet. Han gjorde også en stor indsats for de danske gravhøjes bevarelse.
Kjær var medstifter af Dansk Hockey Union og formand 1919-1926 samt bestyrelsesmedlem i Danmarks Idræts-Forbund 1911-27 og i Københavns Idrætspark. Han var holdleder for det danske sølvhold i landhockey ved OL 1920. 
Kjær blev 1923 Ridder af Dannebrog.

## Død
I 1932 pådrog han sig dysenteri og døde i Jerusalem. Kjær døde ugift og ligger begravet på Egtved Kirkegård.